# Zelotes nannodes
Zelotes nannodes är en spindelart som beskrevs av Chamberlin 1936. Zelotes nannodes ingår i släktet Zelotes och familjen plattbuksspindlar. Inga underarter finns listade i Catalogue of Life.